# St Peters Strikers FC
El St Peters Strikers FC es un equipo de fútbol con sede de Basseterre, San Cristóbal y Nieves. Actualmente milita en la SKNFA Superliga.

## Historia
El club fue fundado en 1976 en la capital Basseterre y solo lograron un subcampeona de liga en la temporada 2009-10. logrado 2 subcampeonatos de la Copa de San Cristóbal y Nieves. Esas 2 finales que llegaron perdieron contra el St Paul's United.